# Криворожский молокозавод № 1
Криворожский гормолокозавод № 1 — предприятие пищевой промышленности, производитель молочной продукции в городе Кривой Рог Днепропетровской области.

## История
Завод открыт в 1961 году.
С 2007 года принадлежал компании «Молвест».
С 2015 года принадлежит французской компании Fractale Industrie.

## Характеристика
Предприятие представляет на рынке торговые марки «Ясное Солнышко» и «Смаковеньки», под которыми производится кефир, пастеризованное молоко, сметана, йогурты, творожные массы, масло и домашний творог.
Предприятие сотрудничает с хозяйствами Криворожского, Широковского районов Днепропетровской области, Волынского и Петровского районов Кировоградской области, Казанковского района Николаевской области.
Продукция поставляется в Днепропетровскую, Запорожскую, Донецкую, Луганскую, Николаевскую и Херсонскую области. Ежемесячно предприятие производит более 1100 тонн молочной продукции.
Предприятие имеет сеть собственных магазинов и киосков в городе Кривой Рог.